# Bogeviken

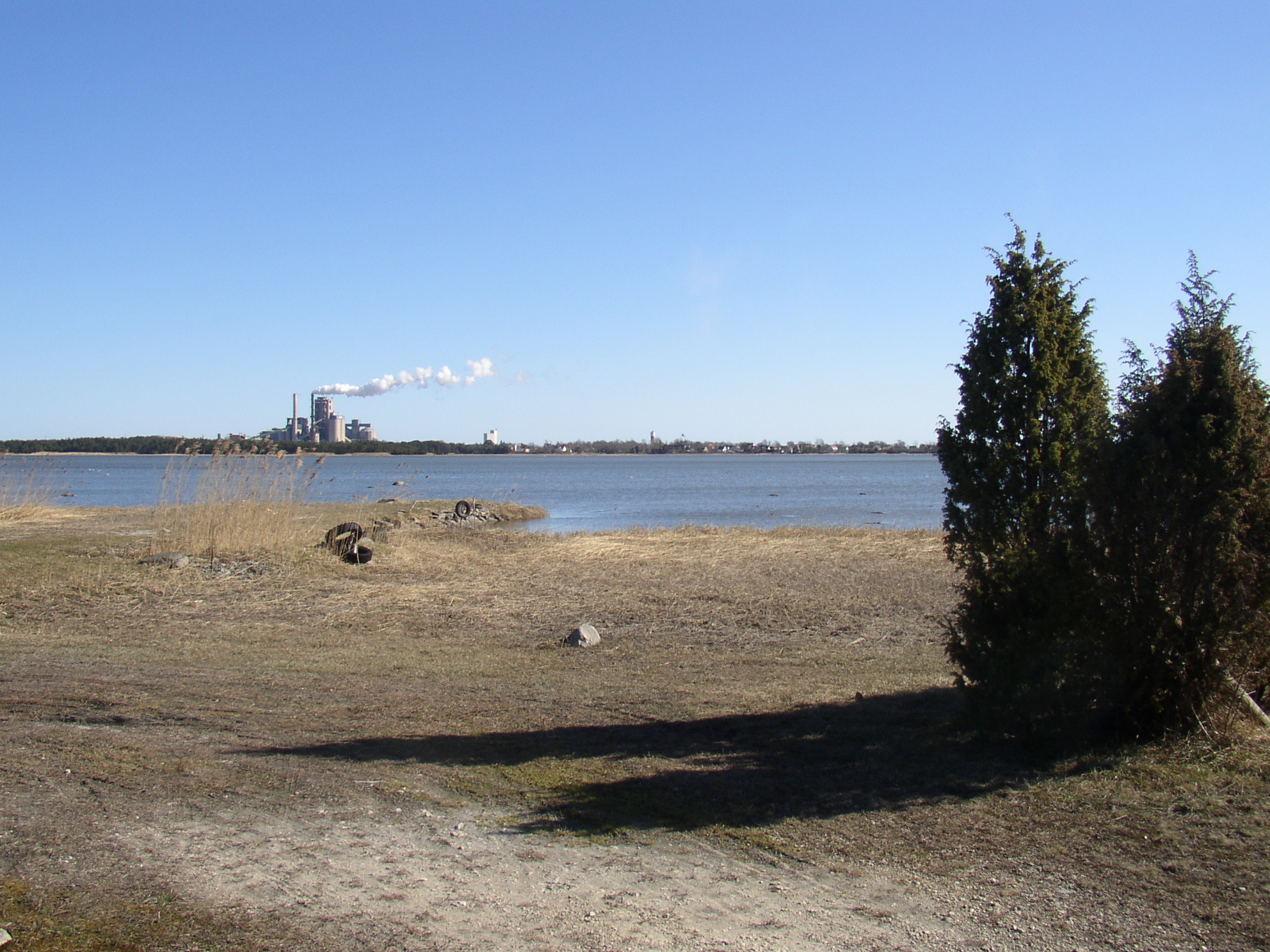
Bogeviken med cementfabriken i Slite

Bogeviken eller Bogevik är en avsnörd havsvik på Gotland strax söder om Slite. Den påverkas av inträngande havsvatten och dess vatten är således bräckt.
Bogeviken var under vikingatiden en skyddad havsvik med smalt inlopp, en vikingatida hamn har legat i närheten av Boge kyrka där även den så kallade Pilgårdsstenen påträffats. Under tidig medeltid grundades sjöns utlopp upp, på platsen anlades fiskeplatsen Sjuströmmar. Deras ålder är okänd, sex av strömmarna är medeltida, den sjunde anlades troligen på 1550-talet. Strömmarna är grävda avlopp från Bogeviken, i vilka fiskeredskap i form av stora håvar, strömkassar placerades för att fånga vandrande fisk. Fisket ägdes av gårdar i Othem, Boge och Bäl och reglerades noggrant. Främst fångades id men även abborre, mört, sik och ål.
Fisket i Bogeviken fortsatte att vara viktigt långt fram i tiden, men i slutet av 1800-talet försämrades det, en utveckling som fortsatte under 1900-talet. Ännu när den nya fiskelagen infördes 1951 vilken gav alla svenska medborgare rätt till fiske med nät och tobisnot i enskilt vatten efter kusten togs saken inför domstol, för att avgöra om detta fiske skulle gälla i Bogeviken. 1963 föll domen, som fastslog att Bogeviken skall betraktas som insjö, och att fiskerätten tillhör gårdarna runt viken: Närs och Klintes i Othems socken samt Laxarve, Aner, Pilgårds och Mojner i Boge socken.